# KfW Westarkade
KfW Westarkade es un edificio de oficinas de 56 metros de altura ubicado en Fráncfort, Alemania. El edificio tiene 14 pisos y fue terminado en 2010, está ubicado en el distrito de Westend y sirve como sede central de KfW, el banco de desarrollo nacional de Alemania. El KfW Westarkade es un ejemplo de arquitectura sostenible, que cuenta con tecnologías de ventilación natural y energía geotérmica, además, el edificio es una de las primeras torres de oficinas del mundo diseñada para que consumir menos de 90 kWh/m2  de energía por año. El edificio fue premiado en los CTBUH Skyscraper Award como el mejor edificio en altura de Europa en 2011.

## Historia
El edificio comenzó a construirse en 2007 tras la demolición de una biblioteca que anteriormente se encontraba en su emplazamiento. Alberga una sala de conferencias y espacio de oficinas para 700 personas, y sirvió para expandir el campus de KfW, que alberga edificios construidos desde la década de 1970 hasta la de 1990.